# Поднимись над суетой!
«Подними́сь над суето́й!» — третий студийный альбом Аллы Пугачёвой. Был издан в СССР в ноябре 1980 года.

## Об альбоме
Название альбому дала одноимённая песня. Композитором всех песен является Алла Пугачёва. Песня «Поднимись над суетой» была написана ещё в 1978 году для кинофильма «Пена». Запись была сделана в тон-ателье киностудии «Мосфильм» в дуэте с Михаилом Боярским и звучала по радио в течение 1979 года. Осенью 1979 года на студии фирмы «Мелодия» Пугачёва записала новую версию песни для будущего альбома.
Песни «Папа купил автомобиль», «Три желания» и «Звёздное лето» изначально были записаны на тон-студии киностудии «Арменфильм» для детского кинофильма «Звёздное лето» (режиссёр Левон Григорян) в сентябре 1978 года. В январе 1979 года Пугачёва представила свою первую концертную программу «Женщина, которая поёт», в которую включила эти три песни. Для альбома «Поднимись над суетой» Пугачёва записала новые версии этих песен.
Песни «Ленинград» и «Музыкант», были написаны Пугачёвой в 1977 году на стихи Осипа Мандельштама; композиция «Ленинград» посвящена памяти популярной ленинградской певицы Лидии Клемент, умершей от скоротечной болезни в 1964 году в возрасте 27 лет. В текст стихотворения Аллой Пугачёвой были внесены изменения: в частности, исчезло упоминание Петербурга (совершенно невозможное для советской эстрады в конце 1970-х), а строка «По которым найду мертвецов голоса» изменена на «По которым найду голоса». Песня «Музыкант» написана на стихотворение «Жил Александр Герцович». Обе песни исполнялись Аллой Пугачёвой начиная с 1977 по 1983 год в сольных концертных программах, в том числе «Женщина, которая поёт» (1979—1980) и «Монологи певицы» (1981—1983). В середине и конце 1980-х гг. песню «Ленинград» Пугачёва исполняла на концертах только во время гастролей в Ленинграде.
Песня «Что не может сделать атом» написана в 1979 году на стихи популярного в 1940-е — 1960-е годы американского кантри-певца Вуди Гатри в переводе Татьяны Сикорской.
Песни «Все силы даже прилагая» и «Вот так случилось, мама» появились в репертуаре певицы в 1978 году. В течение 1978—1979 годов по радио и телевидению они звучали в первоначальных студийных версиях. Для альбома «Поднимись над суетой» Пугачёва записала новые версии этих песен. Мелодия песни «Все силы даже прилагая» появилась ещё в 1977 году и звучала в кинофильме «Женщина, которая поёт» в качестве фоновой музыки.

## Обложка
Автором фотографии, использованной на обложке альбома, является штатный фотограф Мосфильма Вячеслав Манешин, часто снимавший певицу в конце 1970-х — начале 1980-х годов. Фотографии были сделаны в августе 1979 года на балконе гостиницы «Ялта-Интурист» в Ялте, где певица в то время гастролировала. Манешин и Пугачёва сошлись на том, что «вместо распущенной рыжей гривы, к которой все уже привыкли, нужно снять её с гладко зачёсанными назад волосами». Эта и другие фотографии из той фотосессии в 1980-х годах часто печатались в журналах, плакатах, афишах, календарях и прочей рекламной продукции певицы. В 2009 году некоторые фотографии были включены в фотоальбом «Алла Art», вышедший к 60-летнему юбилею певицы.
Однако не все экземпляры альбома вышли с авторской версией обложки с фотографией Манешина. Так, часть тиража Апрелевского и весь тираж Ленинградского заводов вышли с незамысловатыми абстрактными рисунками вместо оригинальной фотографии. В части тиража Ташкентского завода на обложке был использован кадр из кинофильма «Женщина, которая поёт».

## Коммерческий успех
Альбом занял 3-е место в списке лучших альбомов 1980 года по версии газеты «Московский комсомолец» (март—май 1981 года).

## Ремикс
Ремикс песни «Звёздное лето» от Geoffplaysguitar вошёл в саундтрек к игре 2023 года от российской студии Mundfish Atomic Heart.

## Список композиций
Вся музыка написана Аллой Пугачёвой.
| №  | Название                    | Текст песни                                 | Длительность |
| -- | --------------------------- | ------------------------------------------- | ------------ |
| 1. | «Все силы даже прилагая»    | Евгений Евтушенко                           | 2:35         |
| 2. | «Вот так случилось, мама»   | Олег Милявский                              | 3:42         |
| 3. | «Папа купил автомобиль»     | Олег Милявский                              | 2:32         |
| 4. | «Три желания»               | Диомид Костюрин                             | 2:50         |
| 5. | «Что не может сделать атом» | Вуди Гатри, русский текст Татьяны Сикорской | 3:04         |

| №                   | Название                           | Текст песни         | Длительность |
| ------------------- | ---------------------------------- | ------------------- | ------------ |
| 6.                  | «Звёздное лето»                    | Илья Резник         | 4:43         |
| 7.                  | «Ленинград» (Памяти Лидии Клемент) | Осип Мандельштам    | 3:08         |
| 8.                  | «Музыкант»                         | Осип Мандельштам    | 2:53         |
| 9.                  | «Поднимись над суетой»             | Илья Резник         | 4:20         |
| Общая длительность: | Общая длительность:                | Общая длительность: | 29:47        |

## Участники

### Музыканты
- Вокал — Алла Пугачёва
- Аккомпанирующий состав — группа «Ритм» под управлением Александра Авилова

### Технический персонал
- Звукорежиссёр — Ю. Стельник
- Художник-фотограф — Вячеслав Манешин (не на всех изданиях)
- Редактор — В. Рыжиков

## Тиражи альбома по заводам-изготовителям
Апрелевский завод — 20 000 (зак. 50) — первое издание, 1980 год;
Апрелевский завод — 50 000 (зак. 327) — второе издание, 1980 год;
Апрелевский завод — 1 990 (зак. 5110) — первое экспортное издание (список песен и авторы указаны на русском и английском языках), 1980 год;
Апрелевский завод — 3 000 (зак. 331) — второе экспортное издание (список песен и авторы указаны на русском и английском языках), 1987 год;
Московский опытный завод «Грамзапись» — 50 000 (зак. ?) — 1979 год;
Московский опытный завод «Грамзапись» — 3 000 (зак. 60) — экспортное издание альбома (список песен и авторы указаны на русском и английском языках), 1979 год;
Ленинградский завод — 50 000 (зак. 157) — первое издание, 1981 год;
Ленинградский завод — 30 000 (зак. 151) — второе издание, 1981 год;
Ленинградский завод — 15 000 (зак. 160) — третье издание, 1981 год;
Ленинградский завод — 10 000 (зак. 22) — четвёртое издание, 1982 год;
Ленинградский завод — 10 000 (зак. 24) — пятое издание, 1982 год;
Рижский завод — 10 000 (зак. ?) — 1981 год;
Ташкентский завод — 16 000 (зак. 411) — первое издание, 1980 год;
Ташкентский завод — 4 100 (зак. 601) — второе издание, 1981 год;
Тбилисская студия грамзаписи — 10 000 (зак. ?) — 1979 год;